# Pollitz
Pollitz ist ein Ortsteil der Gemeinde Aland im Landkreis Stendal in Sachsen-Anhalt.

## Geographie

### Lage
Pollitz, ein durch Gutsbildung verändertes Straßendorf mit Kirche, liegt im äußersten Norden von Sachsen-Anhalt in der Altmark am Aland, wenige Kilometer vor dessen Mündung in die Elbe bei Schnackenburg. Die Aland-Elbe-Niederung im Norden des Dorfes ist Naturschutzgebiet und EU-Vogelschutzgebiet.
Nachbarorte sind Wanzer im Norden, Scharpenhufe im Südosten und Deutsch im Westen.

### Gliederung
Der Ortsteil Pollitz besteht aus Pollitz und der kleineren Ansiedlung Kahlenberge-Ziegelei, die aus den Wohnplätze Kahlenberge und Ziegelei besteht.

## Geschichte

### Mittelalter bis Neuzeit

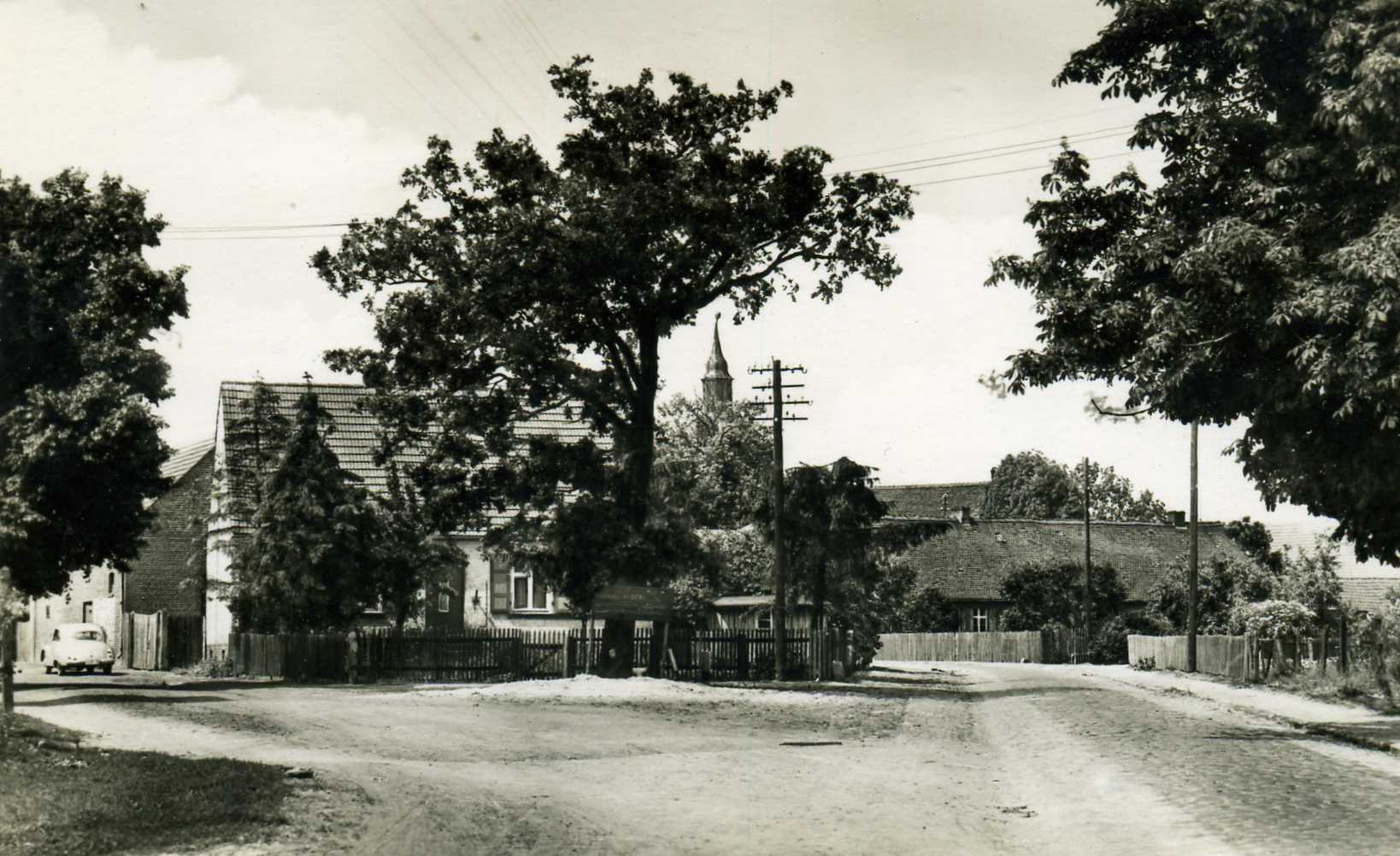
Die Ortsmitte von Pollitz (1950er Jahre)

Pollitz wurde ursprünglich von Wenden als Rundlingsdorf angelegt, was im Rosenwinkel im Osten des Dorfes noch gut zu erkennen ist.
Der Ort wurde erstmals 1319 als Polnitz erwähnt, als Waldemar, Markgraf der Mark Brandenburg, den Ort dem Kloster Amelungsborn östlich des Voglers schenkte.
Das heutige Dorf ging aus zwei Orten hervor. Neben dem wendischen Pollitz gab es das deutsche Fiefhufen.
Weitere Nennungen sind 1405 an de kerke to Polnicze, 1541 Polnitze, 1551 Palisse und 1687 Pollitze. Heinrich Christoph Steinhart schrieb 1802, dass das Dorf auf alten Landkarten Bölzgüssen heißt.

### Archäologie
- Im Ostteil der älteren Dorflage, unmittelbar südlich des aus dem Dorf nach Osten führenden Weges lag westlich des Schaugrabens der „Burggraben im Winkel“, der das Grundstück des Altsitzers Timm umfloss. Dieser Graben war 1951 nur noch undeutlich erkennbar.[10]
- Nordöstlich des Dorfes liegt die Wüstung Ganseburg.
- Der Chronist Beckmann berichtete, dass im Jahre 1709 auf dem „Wenden Kirchhof“ zwischen den Dörfern „Brossen, Wantzer und Pollitz“ viele Urnen ausgegraben wurden.[11] 1842 wurde von einem Weidefleck zwischen Pollitz und Groß Wanzer berichtet, der „von Alters her Wendenkirchhof“ heißt, weil dort Graburnen gefunden worden waren.[12]
- Westlich von Kahlenberge sind die Reste einer Niederungsburg als Bodendenkmal geschützt.

### Andere Ersterwähnungen
Manche Autoren meinen, die erste Erwähnung des Ortes sei aus dem Jahr 1208. Die Erwähnung von Deutsch im Jahre 1208 als Duceke bezieht sich auf das benachbarte Dorf Deutsch.
Der Historiker Peter P. Rohrlach gibt an, dass eine Erwähnung von Pölnitz im Jahr 1130 nicht zu belegen ist, die einige Autoren aufführen.
Folgt man der Dorfchronik, wurde Pollitz 1310 erstmals erwähnt.
Der Historiker Peter P. Rohrlach weist darauf hin, dass die Behauptung, es habe ursprünglich Wendisch- und Deutsch Pollitz gegeben, aus den vorhandenen Quellenbelegen nicht bestätigt werden kann. Außerdem war Fiefhufen kein selbständiges Dorf, sondern es war Hennigs Holz von „viff huffen auer den Alandt“, gepachtet vom Schulzen der von Jagow.

### Herkunft des Ortsnamens

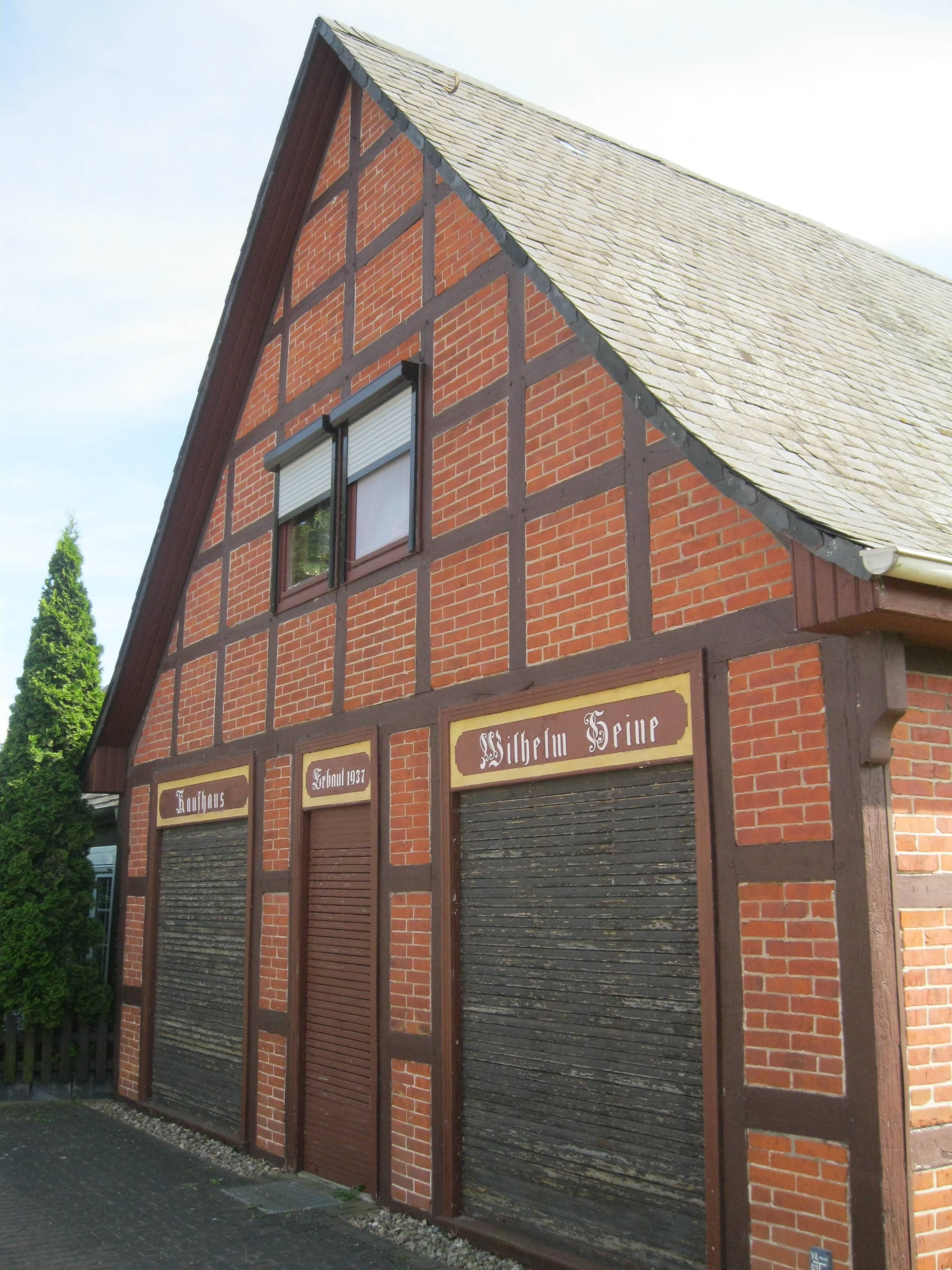
Ehemaliges Kaufhaus

Der Name Pollitz ist slawischen Ursprungs und bedeutet „Feldtal“. Die Silbe „pole, polje“ bedeutet „Feld“, „nize, neiz“ steht für „Tal“, übersetzt also „Feldtal“.

### Eingemeindungen
Bis 1807 gehörte das Dorf zum Seehausenschen Kreis der Mark Brandenburg in der Altmark. Zwischen 1807 und 1813 lag es im Kanton Pollitz auf dem Territorium des napoleonischen Königreichs Westphalen. Ab 1816 gehörte die Gemeinde zum Kreis Osterburg, dem späteren Landkreis Osterburg.
Am 30. September 1928 wurde der Gutsbezirk Pollitz mit der Landgemeinde Pollitz vereinigt. Gleichzeitig wurde der Gutsbezirk Scharpenhufe mit der Landgemeinde Pollitz vereinigt (mit den Wohnplätzen Ganseburg, Nattewisch, Ziegelei), mit Ausnahme der Kolonie Dosse, die zur Landgemeinde Groß Garz kam.
Am 25. Juli 1952 wurde die Gemeinde Pollitz vom Landkreis Osterburg in den Kreis Seehausen umgegliedert. Am 2. Juli 1965 kam die Gemeinde zum Kreis Osterburg. Am 1. Juli 1994 kam sie schließlich zum Landkreis Stendal.
Bis zum 31. Dezember 2009 war Pollitz eine selbständige Gemeinde mit dem Ortsteil Pollitz und den Wohnplätzen Kahlenberge und Ziegelei sowie dem Ortsteil Scharpenhufe mit dem Wohnplatz Nattewisch.
Durch einen Gebietsänderungsvertrag haben die Gemeinderäte der Gemeinden Aulosen (am 23. Juni 2009), Krüden (am 17. Juni 2009), Pollitz (am 19. Juni 2009) und Wanzer (am 9. Juni 2009) beschlossen, dass ihre Gemeinden aufgelöst und zu einer neuen Gemeinde mit dem Namen Aland vereinigt werden. Dieser Vertrag wurde vom Landkreis als unterer Kommunalaufsichtsbehörde genehmigt und trat am 1. Januar 2010 in Kraft.
Zur früheren Landgemeinde Pollitz gehörten:
- das Dorf Pollitz
- Vor Pollitz (Menzendorfshof),[25] ein Ackerhof, 1,5 Kilometer südwestlich des Dorfes
- Neuhof (Wellenhof)[25], ein früheres Gut, einen Kilometer südwestlich des Dorfes

Ab 1928 kamen vom früheren Gutsbezirk Pollitz dazu:
- das Rittergut Pollitz im Norden Dorfes Pollitz
- die Försterei Övellgünne[26] auch Vorwerk oder Gut Oevelgünne genannt, knapp zwei Kilometer nördlich des Gutes
- Ziegelei Kahlenberge[26], einen Kilometer nordnordwestlich des Gutes
- Kahlenberge, eine frühere Schäferei[26] einen Kilometer nordwestlich

Ab 1929 bis Ende 2009 gehörten die Orte vom früheren Gutsbezirk Scharpenhufe dazu:
- das Dorf Scharpenhufe etwa zwei Kilometer südöstlich von Pollitz
- Ganseburg[21] (Kolonie Gänseburg)[27] zwei Kilometer ostnordöstlich von Scharpenhufe
- Nattewisch[21] (Nathewisch) knapp einen Kilometer östlich von Scharpenhufe
- Ziegelei[21] ein Kilometer nördlich von Scharpenhufe

### Einwohnerentwicklung

#### Gemeinde und Ortsteil
| Jahr | Einwohner |
| ---- | --------- |
| 1734 | 226       |
| 1775 | 232       |
| 1789 | 246       |
| 1798 | 262       |
| 1801 | 332       |
| 1818 | 313       |
| 1840 | [0]402    |
| 1864 | 416       |

| Jahr | Einwohner |
| ---- | --------- |
| 1867 | [00]391   |
| 1871 | [00]399   |
| 1885 | 333       |
| 1892 | [0]458    |
| 1895 | 313       |
| 1900 | [0]440    |
| 1905 | 319       |
| 1900 | [0]451    |

| Jahr | Einwohner |
| ---- | --------- |
| 1925 | 575       |
| 1939 | 491       |
| 1946 | 733       |
| 1964 | 627       |
| 1971 | 586       |
| 1981 | 457       |
| 1993 | 420       |
| 2006 | 292       |

| Jahr | Einwohner |
| ---- | --------- |
| 2011 | [00]420   |
| 2012 | [00]292   |
| 2020 | [00]154   |
| 2021 | [00]151   |
| 2022 | [0]150    |
| 2023 | [0]149    |

#### Gut und Gutsbezirk
| Jahr | Einwohner |
| ---- | --------- |
| 1789 | 38        |
| 1864 | 136       |
| 1871 | [00]115   |
| 1885 | 126       |
| 1895 | 090       |
| 1905 | 087       |

Quelle, wenn nicht angegeben, bis 2006:

## Religion
Die evangelische Kirchengemeinde Pollitz, die früher zur Pfarrei Groß Wanzer gehörte, ist heute ein Teil des Kirchengemeindeverbandes Beuster-Aland im Pfarrbereich Beuster des Kirchenkreises Stendal im Bischofssprengel Magdeburg der Evangelischen Kirche in Mitteldeutschland.
Die ältesten überlieferten Kirchenbücher für Pollitz stammen aus dem Jahre 1766.
Die katholischen Christen gehören zur Pfarrei St. Anna in Stendal im Dekanat Stendal im Bistum Magdeburg.

## Politik
Der letzte Bürgermeister der Gemeinde Pollitz war Wolfgang Bolte.

## Kultur und Sehenswürdigkeiten

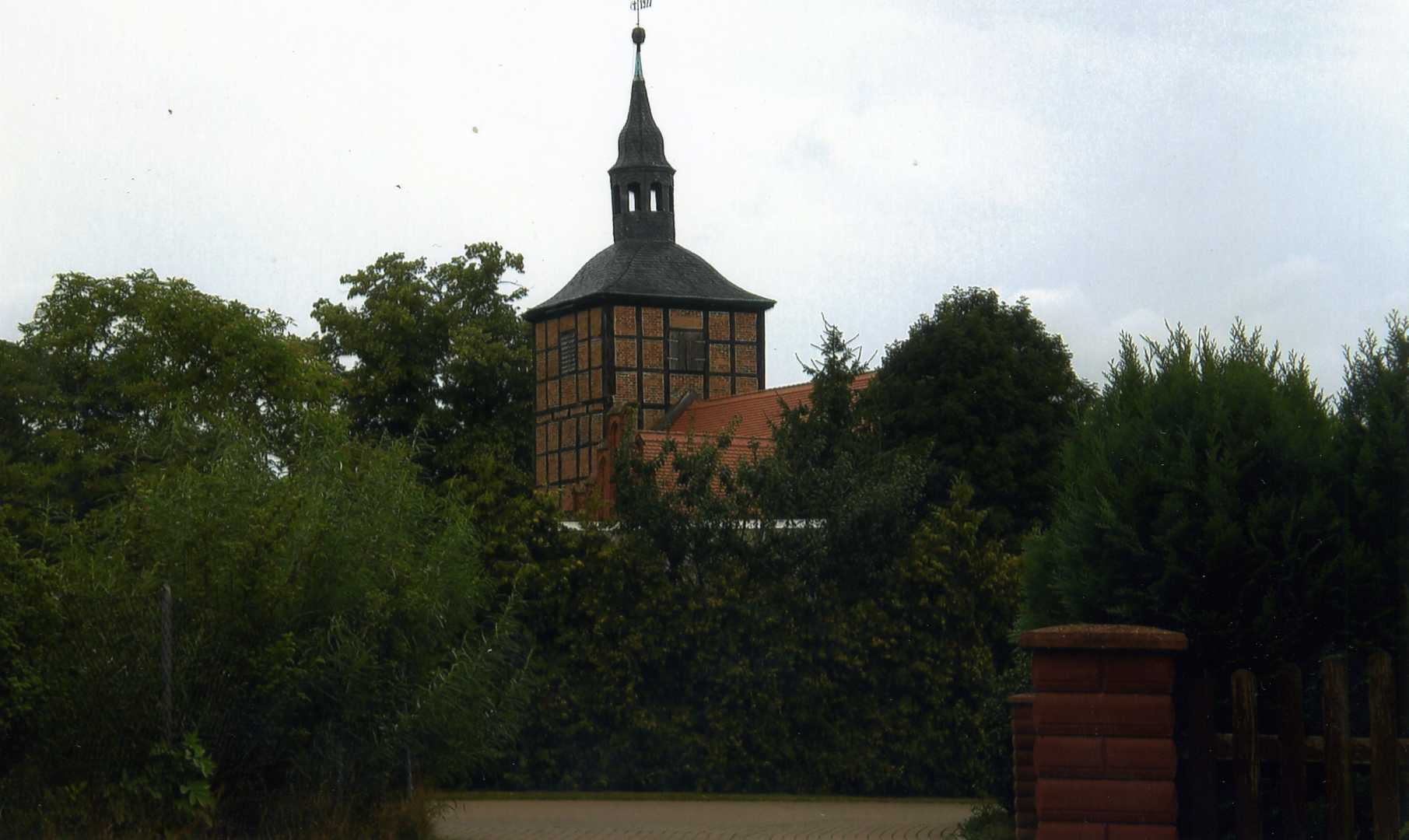
Dorfkirche Pollitz

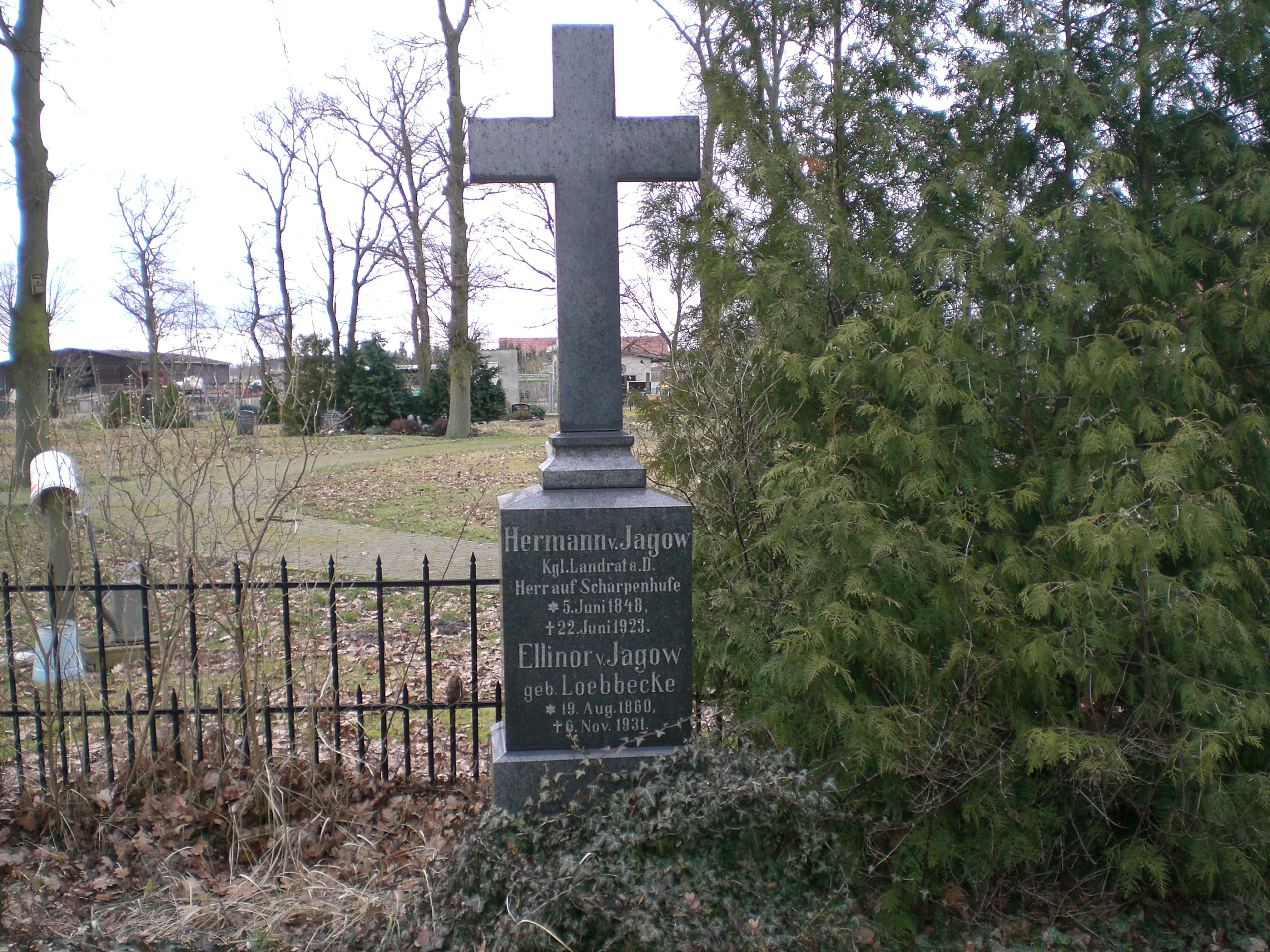
Grabstätte der Familie von Jagow auf dem Friedhof

### Gebäude
- Dorfkirche Pollitz
- ehemaliges Rittergut Pollitz
- Ortsfriedhof im Südwesten des Dorfes

### Vereine
Im Vereinsregister des Amtsgerichts Stendal sind verzeichnet:
- Angelsportverein Pollitz und Umgebung e. V.
- Förder- und Heimatverein für die Orte Pollitz und Scharpenhufe e. V.

## Verkehrsanbindung
Durch den Ort führt die Verbindungsstraße von Seehausen (Altmark) zur Bundesstraße 493 bei Schnackenburg.